# Ilario Zannino
Ilario Zannino, detto Larry Biona (Boston, 15 giugno 1920 – Springfield, 27 febbraio 1996), è stato un mafioso statunitense, di origini italiane. 
Fu a capo di tutti i giochi d'azzardo di Raymond Patriarca Jr., il quale era un nipote o cugino di Phillip Baione, membro della famiglia Patriarca.
Zannino diventò un ricco malfattore della Nuova Inghilterra, divenendo, infatti, proprietario di varie concessionarie di automobili.
Scoperto per i suoi giochi d'azzardo truccati, fu arrestato e morì il 27 febbraio 1996, per cause naturali al Centro Medico per carcerati di Springfield, Missouri.